# شی ژیونگ (زاده ۱۹۸۰)
شی ژیونگ (انگلیسی: Shi Zhiyong؛ زادهٔ ۱۰ فوریه ۱۹۸۰) یک وزنه‌بردار اهل جمهوری خلق چین است.
وی توانسته است مدال طلا وزن ۶۲ کیلوگرم وزنه‌برداری بازی‌های المپیک تابستانی ۲۰۰۴ را کسب کند.